# Parcours de l'USM Blida en Coupe de la Ligue d'Algérie de football
Cette page montre le parcours de l'USM Blida en Coupe de la Ligue.

## Parcours en Coupe de la Ligue
| Matchs joués | Victoire | Nul | Défaite | Buts marqués | Buts encaissés | +/- |
| ------------ | -------- | --- | ------- | ------------ | -------------- | --- |
| 20           | 8        | 6   | 6       | 25           | 19             | +6  |

### Coupe de la Ligue d'Algérie 1995-1996
| Entraîneur :    |
| Nasreddine Akli |

| Entraîneur :         |
| Abdelkader Mâatallah |

| Entraîneur :    |
| Nasreddine Akli |

| Entraîneur :         |
| Abdelkader Mâatallah |

| 2e Journée            | JS Bordj Menaïel | 1 – 0 | USM Blida |                 |                 |
| Jeudi 7 décembre 1995 |                  | (–)   |           | (Bordj Menaïel) | (Bordj Menaïel) |

| 3e Journée             | USM El Harrach | 1 – 0 | USM Blida |                                         |                                         |
| Jeudi 14 décembre 1995 |                | (–)   |           | Stade du 1er-Novembre-1954 (El Harrach) | Stade du 1er-Novembre-1954 (El Harrach) |

| Entraîneur :         |
| Abdelkader Maâtallah |

| Entraîneur :    |
| Nasreddine Akli |

| Entraîneur :         |
| Abdelkader Maâtallah |

| Entraîneur :    |
| Nasreddine Akli |

| 5e Journée             | USM Blida | 3 – 0 | JS Bordj Menaïel |                                 |                                 |
| Jeudi 28 décembre 1995 |           |       |                  | Stade des Frères-Brakni (Blida) | Stade des Frères-Brakni (Blida) |

| 6e Journée           | USM Blida | 2 – 0 | USM El Harrach |                                 |                                 |
| Jeudi 4 janvier 1996 |           | (–)   |                | Stade des Frères-Brakni (Blida) | Stade des Frères-Brakni (Blida) |

### Coupe de la Ligue d'Algérie 1997-1998
| 32e de finale        | USM Blida                                     | 6 – 1 | RC Arba |                                 |                                 |
| Jeudi 2 octobre 1997 | Billal Zouani · Chambit · Benameur · Bessaoud |       |         | Stade des Frères-Brakni (Blida) | Stade des Frères-Brakni (Blida) |
| Jeudi 2 octobre 1997 | Rapport .                                     |       |         | Stade des Frères-Brakni (Blida) | Stade des Frères-Brakni (Blida) |

| 16e de finale        | USM Blida | 1 – 0 | WA Mostaganem |                                 |                                 |
| Lundi 6 octobre 1997 |           |       |               | Stade des Frères-Brakni (Blida) | Stade des Frères-Brakni (Blida) |

| 8e de finale         | USM Blida     | 1 – 0 | Entente de Sour El Ghozlane |                                 |                                 |
| Jeudi 9 octobre 1997 | Billal Zouani |       |                             | Stade des Frères-Brakni (Blida) | Stade des Frères-Brakni (Blida) |
| Jeudi 9 octobre 1997 | Rapport.      |       |                             | Stade des Frères-Brakni (Blida) | Stade des Frères-Brakni (Blida) |

| Quarts de finale      | USM Blida         | 1 – 0   | USM Alger |                                 |                                 |
| Jeudi 16 octobre 1997 | Billal Zouani 62e | (0 – 0) |           | Stade des Frères-Brakni (Blida) | Stade des Frères-Brakni (Blida) |

| Demi-finales          | CA Batna    | 1 – 0   | USM Blida |                                           |                                           |
| Lundi 27 octobre 1997 | Meziani 19e | (0 – 0) |           | Stade Sefouhi (Batna) Spectateurs : 5,000 | Stade Sefouhi (Batna) Spectateurs : 5,000 |
| Lundi 27 octobre 1997 | Rapport     |         |           | Stade Sefouhi (Batna) Spectateurs : 5,000 | Stade Sefouhi (Batna) Spectateurs : 5,000 |

### Coupe de la Ligue d'Algérie 1999-2000
| Entraîneur :             |
| Saadane et Aït L'Houcine |

| Entraîneur :    |
| Nasreddine Akli |

| Entraîneur :             |
| Saadane et Aït L'Houcine |

| Entraîneur :    |
| Nasreddine Akli |

| 2e Journée             | JS Kabylie | 1 – 1 | USM Blida |         |         |
| Jeudi 30 décembre 1999 |            |       |           | (Blida) | (Blida) |

| 3e Journée           | MC Alger | 2 – 3 | USM Blida |                                                                                            |                                                                                            |
| Lundi 3 janvier 2000 |          |       |           | Stade du 5 juillet 1962 (Alger) Arbitrage : Bounaâdja Arbitres assistants : Akrour, Afroun | Stade du 5 juillet 1962 (Alger) Arbitrage : Bounaâdja Arbitres assistants : Akrour, Afroun |

| 4e Journée            | NA Hussein Dey | 2 – 0 | USM Blida |                                      |                                      |
| Jeudi 13 janvier 2000 |                |       |           | Stade des Frères Zioui (Hussein Dey) | Stade des Frères Zioui (Hussein Dey) |

| 5e Journée            | USM Blida | 0 – 0 | USM El Harrach |         |         |
| Jeudi 20 janvier 2000 |           | (–)   |                | (Blida) | (Blida) |

| 6e Journée            | CR Belouizdad | 3 – 0 | USM Blida |                               |                               |
| Lundi 24 janvier 2000 |               | (–)   |           | Stade du 20-Août-1955 (Alger) | Stade du 20-Août-1955 (Alger) |

| 7e Journée      | USM Blida | 1 – 2 | JSM Béjaïa |         |         |
| 27 janvier 2000 |           |       |            | (Blida) | (Blida) |

| 8e Journée            | RC Kouba | 2 – 2 | USM Blida |                                 |                                 |
| Lundi 31 janvier 2000 |          | (–)   |           | Stade Mohamed Benhaddad (Kouba) | Stade Mohamed Benhaddad (Kouba) |

| 9e Journée           | USM Blida | 1 – 0 | JS Bordj Menaïel |         |         |
| Jeudi 3 février 2000 |           | (–)   |                  | (Blida) | (Blida) |

## Sources
- RSSSF, base de données sur le football dans le monde
- Archives du site du football algérien, DZFoot